# Achyranthes heudelotii
Achyranthes heudelotii är en amarantväxtart som beskrevs av Horace Bénédict Alfred Moquin-Tandon. Achyranthes heudelotii ingår i släktet Achyranthes och familjen amarantväxter. Inga underarter finns listade i Catalogue of Life.